# サブマリニング現象
サブマリニング現象（サブマリニングげんしょう、英語: submarining）とは、飛行機や自動車などにおいて、事故や衝撃により乗員が座席から脱落し、ダッシュボードや座席の下に潜り込んでしまう現象である。サブマリン現象とも。

## 概要
シートベルトを装着していたとしても、座席から飛び出してしまうことがある。腰ベルトのアンカーの位置や、シートの構造が原因とされている。乗員がシートから室内へと飛ばされるため、シートベルトやエアバックの効果が得られず、室内で二次衝突を起こして被害を拡大してしまう傾向がある。
この現象を防ぐために、旅客機では、緊急時に客室乗務員がブレイスを発する。自動車では、座席を硬くする、座席を前上がりにするなどの装置が搭載されており、これをアンチサブマリニングシートという。